# 加利納 (堪薩斯州)
加利納（英語：Galena）是一個位於美国堪薩斯州切羅基縣的城市。

## 地方資料
根據2020年美國人口普查的數據，加利納的面積為12.06平方千米，當中陸地面積為11.92平方千米，而水域面積為0.14平方千米。當地共有人口2,761人，而人口密度為每平方千米229人。